# Igreja de Hedared
A Igreja de Hedared (em sueco: Hedareds stavkyrka) é uma igreja luterana situada em Hedared, a 17 km a noroeste da cidade de Borås, na província da Västergötland, na Suécia. 
Pertence à Diocese de Skara da Igreja da Suécia.  
É a única igreja medieval de madeira com postes verticais (stavkyrka) que está conservada no país.  
Foi construída no século XIV, com pranchas de carvalho. Contém uma pia baptismal do século X e um pintura de fundo do altar executada na própria parede. 

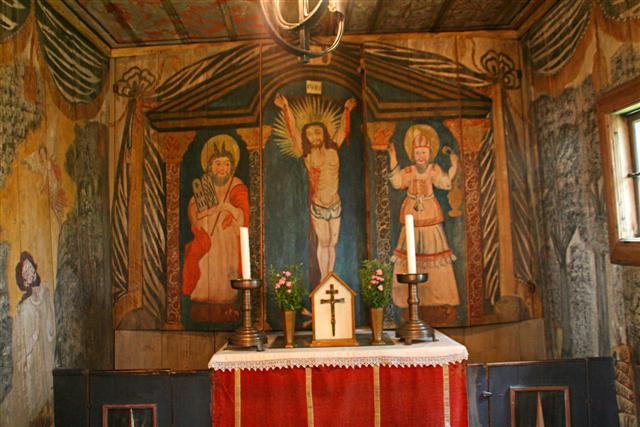
Altar
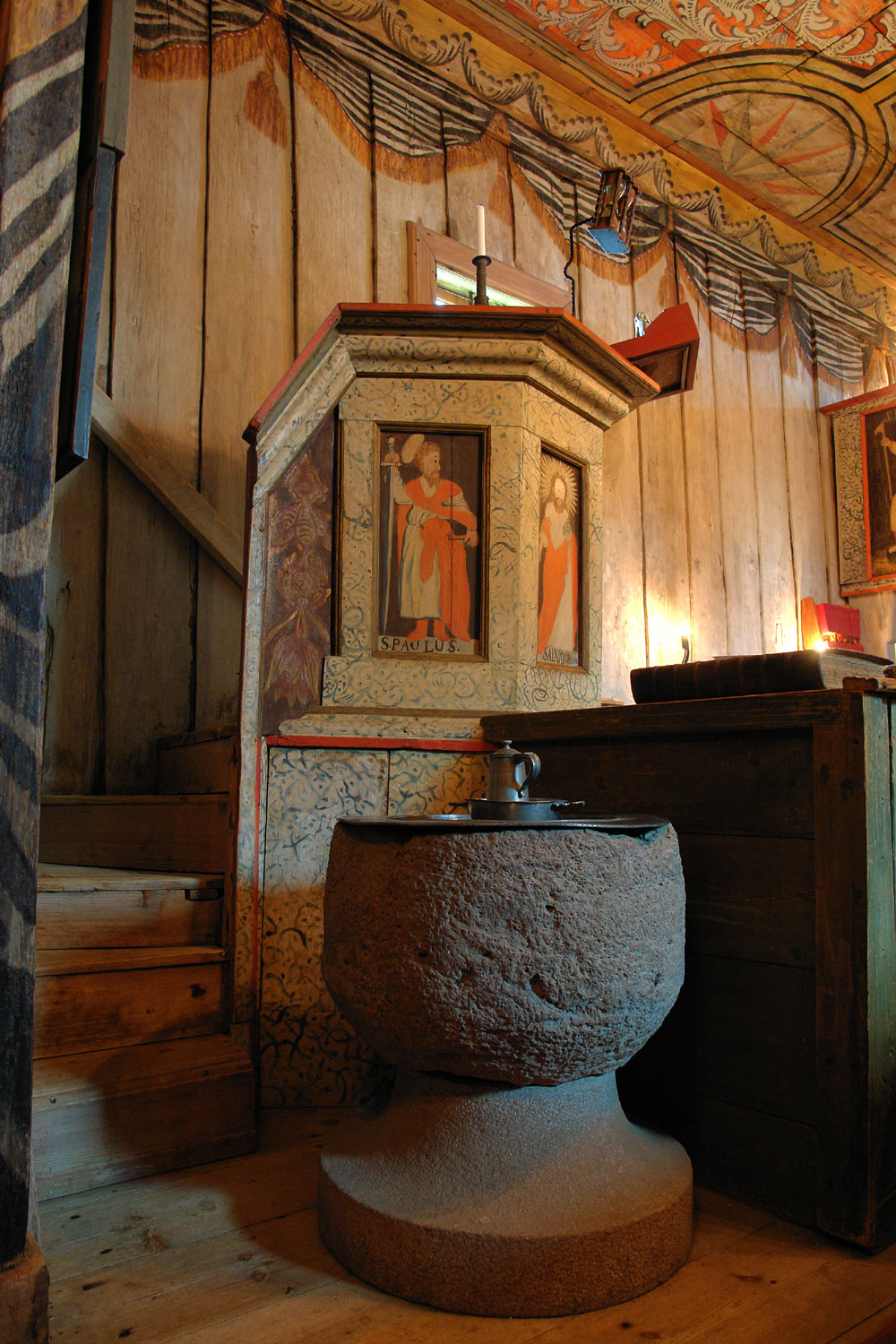
Pia batismal
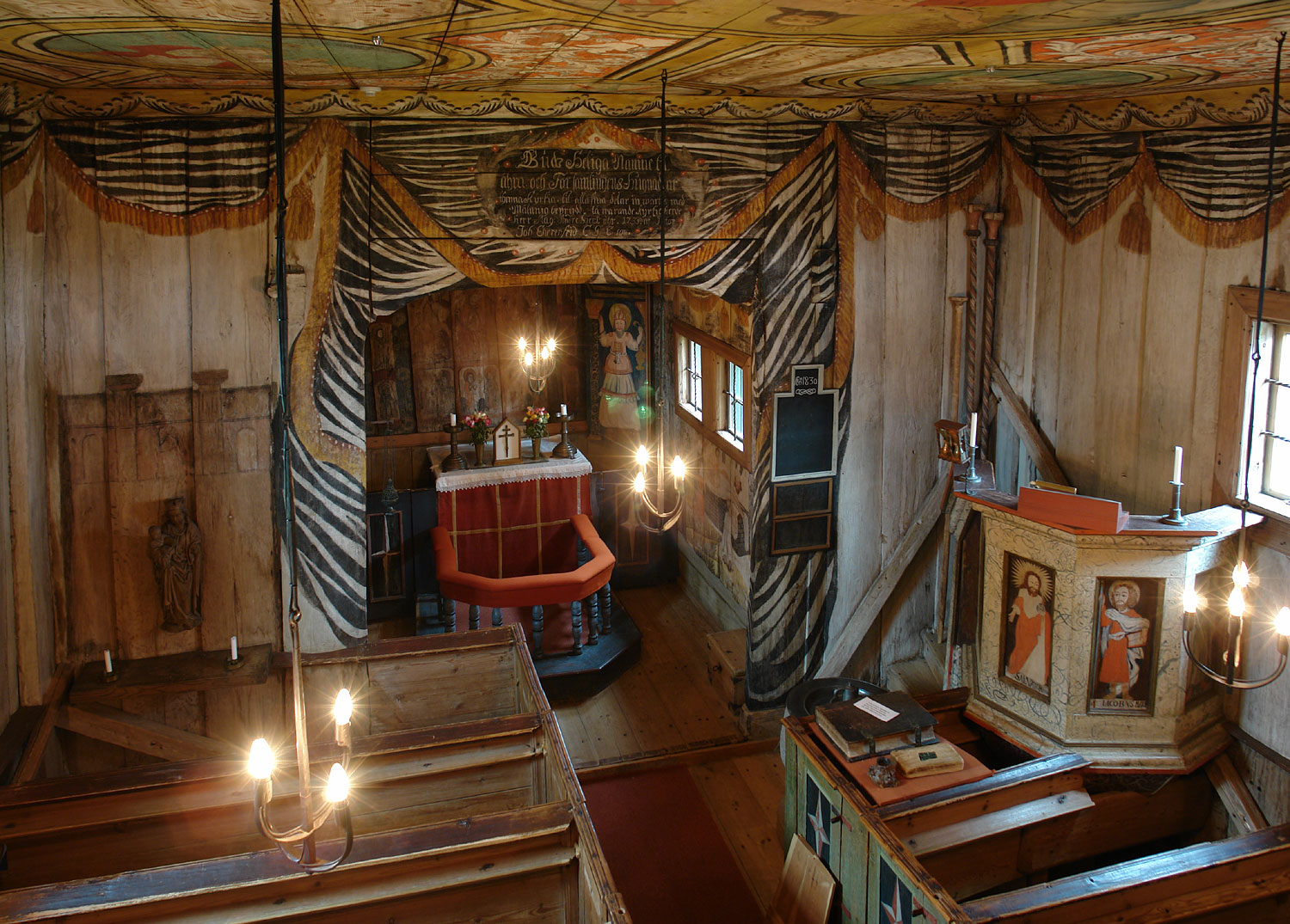
Interior da igreja
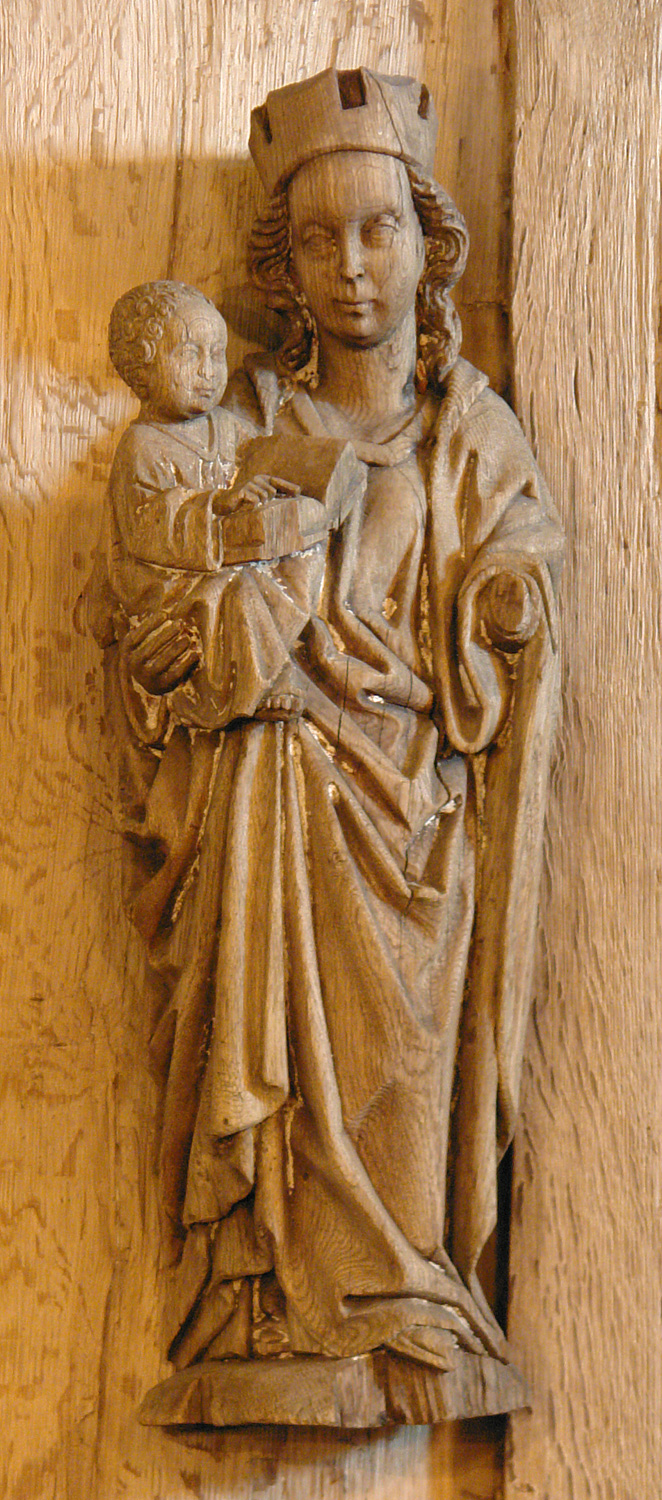
A Madonna (Nossa Senhora)